# 琳賽·米爾斯
琳賽·米爾斯（英語：Lindsay Mills，1985年2月20日—）是美國雜技演員，以作為愛德華·史諾登的妻子而聞名，現同史諾登住在俄羅斯。

## 生平
畢業於馬里蘭藝術學院，後來成為一名舞蹈演員和雜技演員。她也在網上撰寫部落格。
至少從2009年開始，米爾斯與男友史諾登曾先後住過巴爾的摩、日本和夏威夷。
2013年5月20日，史諾登以出差為由離開夏威夷逃往香港。6月6日，美國國家安全局的特工便搜索了米爾斯的住家，以尋找史諾登。在史諾登洩密事件曝光後，米爾斯一時間成為媒體關注的焦點。6月10日，米爾斯表示將暫時停止發表部落格文章。
2014年紀錄片《第四公民》顯示了米爾斯同史諾登在俄羅斯莫斯科重聚的畫面。
在2015年2月22日的第87屆奧斯卡金像獎頒獎典禮上，米爾斯和葛倫·葛林華德隨同導演羅拉·柏翠絲上台領取《第四公民》獲得的獎項。
2015年3月，米爾斯恢復了她的部落格。
2017年，米爾斯同史諾登在俄羅斯結婚。 2020年12月，兩人的兒子出生。

## 影視形象
在2016年電影《神鬼駭客：史諾登》中，由雪琳·伍德莉飾演米爾斯。伍德莉表示直到她拍攝完後，才有機會與米爾斯親自碰面；而她是根據米爾斯的部落格和社群媒體貼文中提供的資訊來演繹這個角色的。

## 外部連結
- 官方网站
- 琳賽·米爾斯的X（前Twitter）
- 琳賽·米爾斯的Instagram帳戶
- 琳賽·米爾斯在互联网电影资料库（IMDb）上的資料（英文）